# (8738) Saji
(8738) Saji – planetoida z pasa głównego asteroid okrążająca Słońce w ciągu 3 lat i 116 dni w średniej odległości 2,22 au. Została odkryta 5 stycznia 1997 roku przez zespół Saji Observatory. Przed nadaniem nazwy planetoida nosiła oznaczenie tymczasowe (8738) 1997 AQ16.